# 古城のまなざし
『古城のまなざし』はWOWOWで放送されていた紀行番組。

## 概要
ヨーロッパの古城が長きにわたって見つめ続けた国、街、人を紹介し、歴史ロマンを探訪する体感紀行番組。 
ハイビジョンカメラによるパノラマショットやウォーキングショットなど、旅人の目線の映像で紹介することにより、 視聴者があたかもその場所にいるかのような臨場感が味わえる。
放送は同局衛星放送のほか、地上波UHF各局やCSの旅チャンネルへも番販して放送されている。

## 放送日時
- WOWOW
  - 不定期
- BS12 トゥエルビ
  - 毎週金曜　19:00〜20:00
- BS11
  - 毎週火曜　22:00〜22:54（2015年1月6日スタート）

## 出演者
- ナレーター：青野武

## スタッフ
- 構成：市川幸宏、猪股洋、曽谷弘幸
- ディレクター：天野雅洋、牧野栄次、森下徹
- 制作協力：フォレストアップ、ワンハート